# 131 (число)
131 (сто тридесет и едно) е естествено, цяло число, следващо 130 и предхождащо 132.
Сто тридесет и едно с арабски цифри се записва „131“, а с римски цифри – „CXXXI“. Числото 131 е съставено от три цифри от позиционните бройни системи – 1 (едно), 3 (три).

## Общи сведения
- 131 е нечетно число.
- 131 е просто число (между 127 и 137).
- 131 е пермутационно просто число.
- 131-вият ден от обикновена година е 11 май.